# Carl Perkins
Carl Perkins, właśc. Carl Lee Perkins (ur. 9 kwietnia 1932 w Tiptonville, zm. 19 stycznia 1998 w Jackson) – amerykański piosenkarz i gitarzysta związany z gatunkami country, rockabilly i rock and roll. Perkins był jednym z pionierów rock and rolla, nazywany królem rockabilly – wcześniejszej formy rock and rolla, wywodzącej się głównie z muzyki country i bluesa.
Carl Perkins, gdy w 1954 roku po raz pierwszy usłyszał śpiewającego Elvisa Presleya oraz towarzyszącego mu wybitnego gitarzystę rockabilly, Scotty'ego Moore'a, od razu stał się wielkim orędownikiem nowego stylu. Osądzając po skromnej dyskografii i liczbie przebojów, można by sądzić, że był muzykiem mało istotnym i marginalnym. W istocie zaliczany jest do jednego z najistotniejszych w swym gatunku. W szczególności jego technika gitarowa, stała się rozpoznawalna.
Perkins znalazł setki naśladowców, wśród rockowych gitarzystów głównie brytyjskich, lecz także amerykańskich z kręgu stylu southern rocka. Jego słynne krótkie riffy gitarowe, tak zwane licks (zagrywki), były niemal wiernie kopiowane przez takich instrumentalistów jak: George Harrison, John Fogerty i Brian Setzer. Wielkimi fanami muzyka byli członkowie brytyjskiego zespołu The Beatles. Utwory Perkinsa były coverowane przez tę grupę częściej niż jakiegokolwiek innego wykonawcy.
Perkins jest autorem przeboju nagranego przez Elvisa Presleya, „Blue Suede Shoes” z 1956 roku. Carl Perkins nagrał utwór w grudniu 1955 roku, Presley miesiąc później. Mimo iż wersja Presleya zdobyła większą popularność, to oryginał zyskał większe uznanie krytyków – wersja Perkinsa została umieszczona na 95. miejscu listy 500 utworów wszech czasów magazynu „Rolling Stone”, podczas gdy cover Presleya dopiero na 430. pozycji.
Carl Perkins przez całe swe dorosłe życie walczył z nałogiem alkoholizmu. To właśnie było wielką przeszkodą w harmonijnym rozwoju jego kariery i przyczyniło się do śmierci w wieku 65 lat.
W 1987 roku Carl Perkins został wprowadzony do Rock and Roll Hall of Fame. Jest twórcą bardzo popularnego zwrotu One for the money, two for the show; od tych słów zaczyna się tekst piosenki „Blue Suede Shoes”.